# Memorial Atelier Zambelli

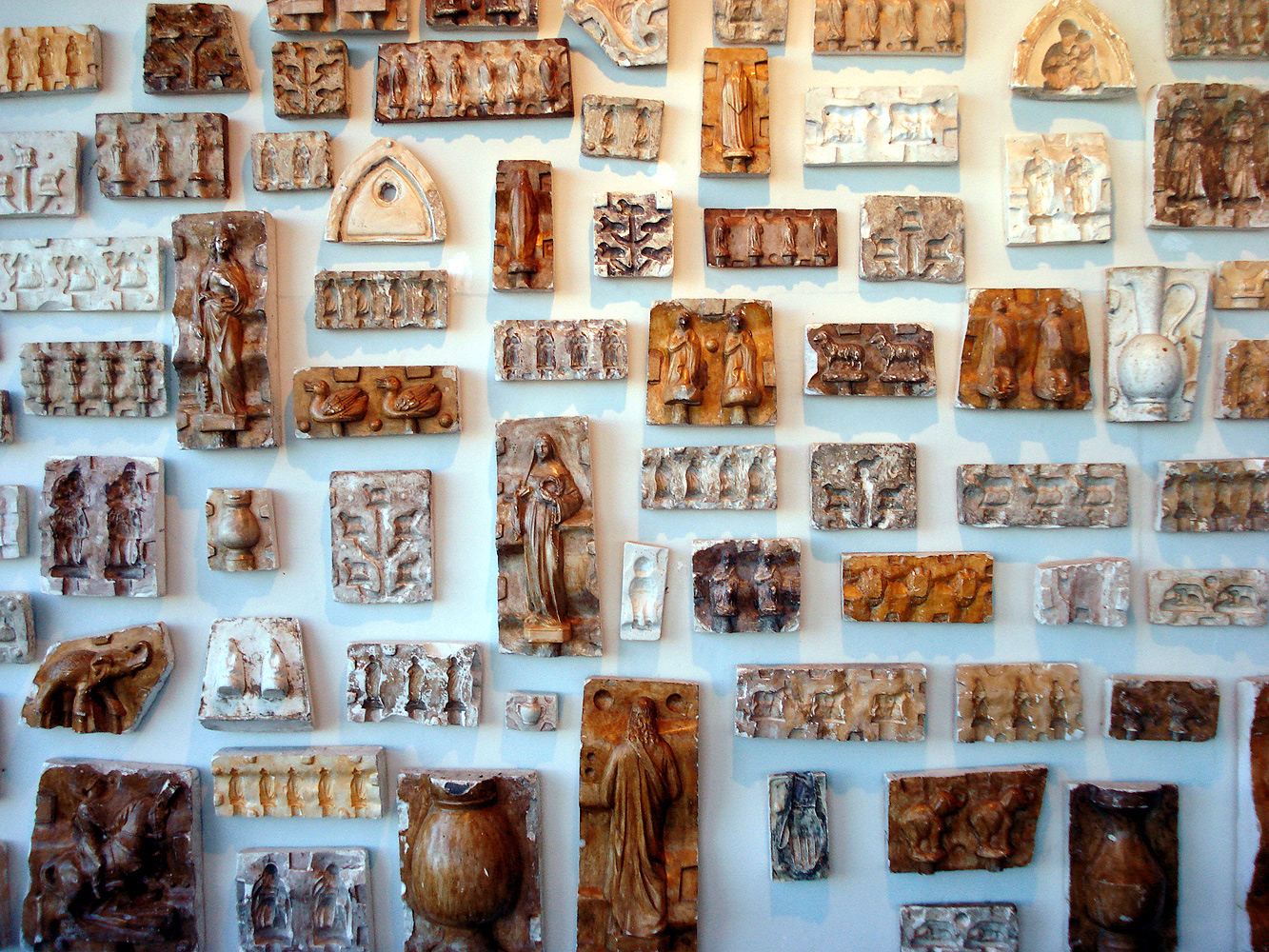
Moldes de peças pequenas em exibição no interior do Memorial.

O Memorial Atelier Zambelli é um museu artístico e histórico brasileiro localizado na cidade de Caxias do Sul, dedicado à preservação da memória e das obras dos escultores da família de Tarquinio Zambelli, em especial de seu filho Michelangelo Zambelli, escultor e decorador devotado à arte sacra, que teve intensa atuação na cidade e em toda a região de colonização italiana do estado do Rio Grande do Sul.

## O artista

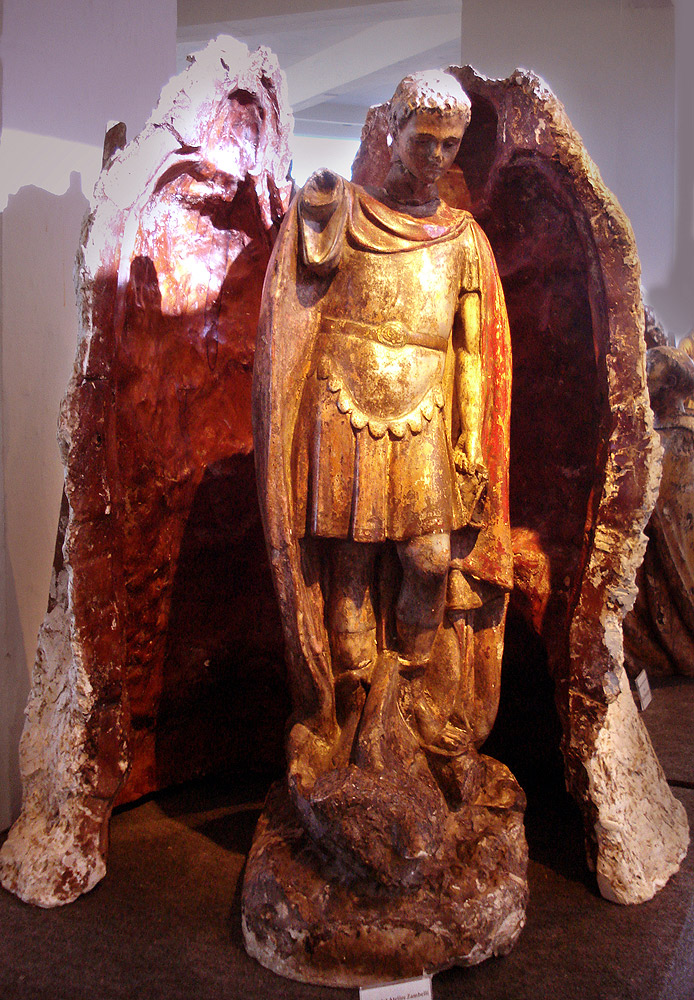
Estátua-matriz de Santo Expedito, tendo atrás de si o casulo protetor usado na sua replicação em série.

Michelangelo Zambelli nasceu em Canneto sull'Oglio, província de Mântua, na Itália, em 26 de agosto de 1883. Era filho do também escultor Tarquinio Zambelli e de Rosa Pizzon Zambelli. Quando tinha três meses de idade sua família emigrou para o Brasil, fixando residência em Caxias do Sul. 
Desde cedo manifestou uma vocação artística. Seu pai ministrou-lhe os rudimentos do ofício e mais tarde foi enviado à Itália para se aperfeiçoar na Academia Brera de Milão. Retornou a Caxias do Sul brevemente, com 21 anos, mas logo seguiu para Buenos Aires, participando da decoração do Teatro Colón e executando outros trabalhos. Voltou a Caxias do Sul e estabeleceu seu atelier de escultura na rua Júlio de Castilhos por volta de 1914. Desde lá produziu uma infinidade de peças profanas e sacras, especializando-se porém nestas últimas.
Seu estilo não sofreu grandes variações ao longo de sua carreira, seguindo padrões bastante convencionais para representação hagiográfica. Não foi um inovador, e seu sucesso na composição das figuras tem altos e baixos, mas em seus momentos mais inspirados conseguiu resultados de eficiente expressividade e delicada harmonia de conjunto — o grande prestígio que desfrutava entre os seus conterrâneos prova que tais peças atendiam às necessidades estéticas e espirituais de sua geração. Não obstante serem feitas para multiplicação em série, seu cuidadoso acabamento artesanal lhes dava um atrativo extra, sendo pintadas manualmente uma a uma.   
O atelier tornou-se famoso não só na cidade mas em toda a região de colonização italiana, tanto pelas suas estátuas como pelos trabalhos de decoração de igrejas, capelas e residências. Alguns de seus trabalhos mais bem sucedidos em tamanho natural ou quase natural, ainda expostos em espaços públicos de destaque na cidade, são a estátua do Nosso Senhor dos Passos na Capela do Santo Sepulcro, a de Santa Teresinha, antigamente na Catedral de Caxias e hoje no Museu Municipal, uma estátua não identificada, possivelmente um anjo da guarda, um Cristo morto, uma Nossa Senhora de Fátima, e a Estátua da Liberdade que está instalada em uma coluna na praça Dante Alighieri, no centro da cidade. 
Em 1940, após o falecimento de Michelangelo em 10 de abril, sua esposa Adelina Stangherlin Zambelli, ela própria uma artista, assumiu a direção do atelier junto com o sócio Nilo Tomasi, e continuou a tradição de seu marido, mas aproximando-se o século XXI o atelier entrou em declínio, e o belo casarão de madeira com oficinas anexas foi vendido em 2004.

## O Memorial Atelier Zambelli
Por instigação da comunidade caxiense, o acervo remanescente foi adquirido pela Festa Nacional da Uva S.A. e instalado no subsolo do Monumento Jesus Terceiro Milênio, no Parque de Exposições da Festa da Uva, sendo seu espaço denominado Memorial Atelier Zambelli. Inaugurado em 16 de dezembro de 2004, o Memorial conta com cerca de 100 estátuas que constituíam as matrizes originais, algumas imagens prontas, e 900 casulos protetores usados na reprodução em série, que, sob a supervisão do Museu Municipal, com apoio das secretarias de Educação e de Esporte e Lazer, foram restaurados de forma apenas conservadora, preservando-se o aspecto que tinham no ambiente de trabalho do artista. 
O Memorial funciona de terça a domingo, das 10h às 16h, e oferece ao visitante uma visão de um importante aspecto da história cultural da cidade.

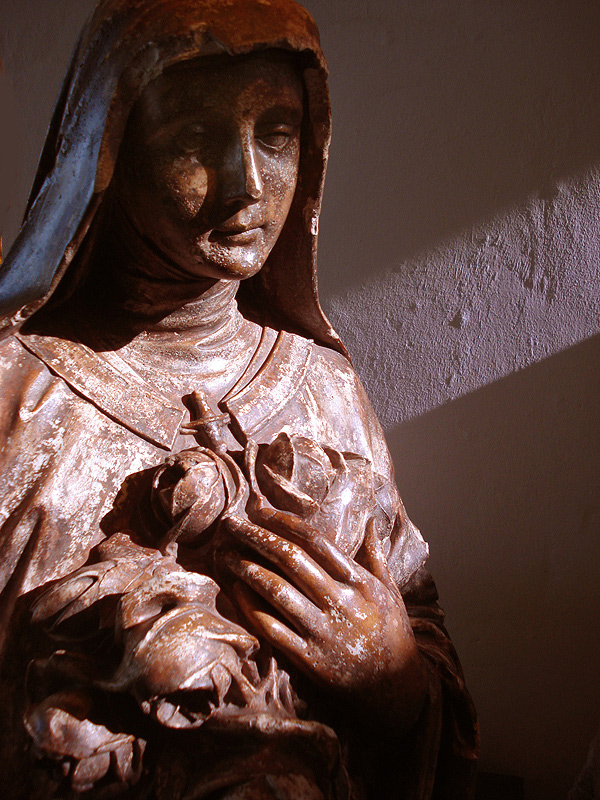
Detalhe de estátua-matriz de Santa Teresa de Lisieux. Um exemplar acabado desta peça está no Museu Municipal de Caxias do Sul

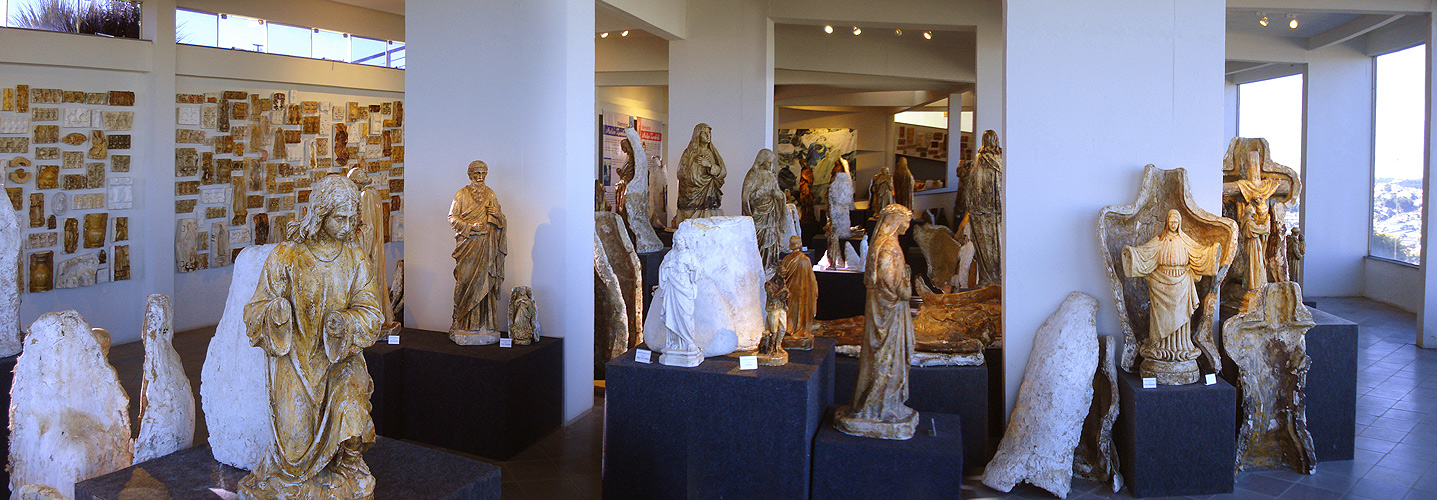
Outro aspecto do interior do Memorial.

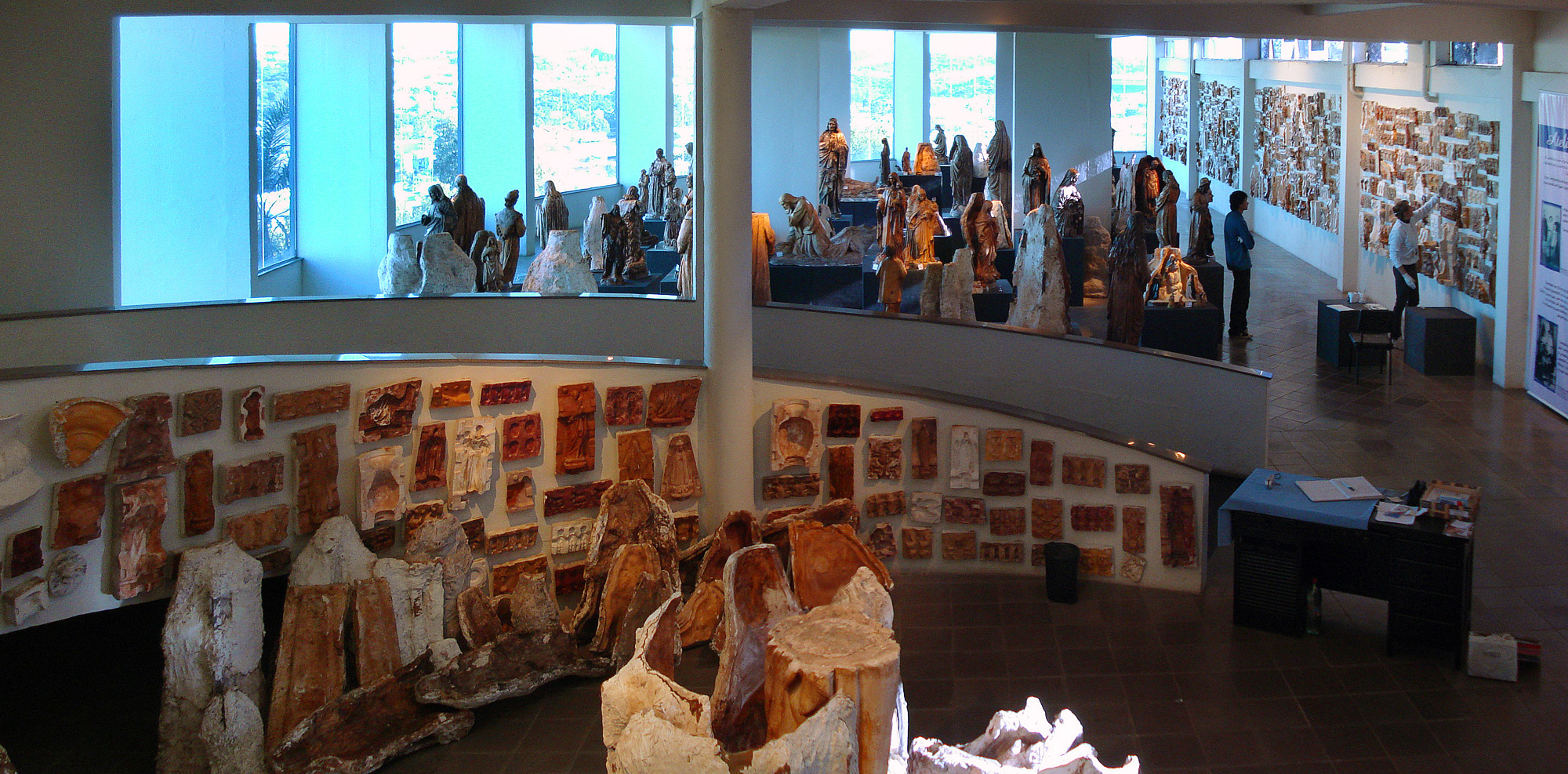
Vista do interior
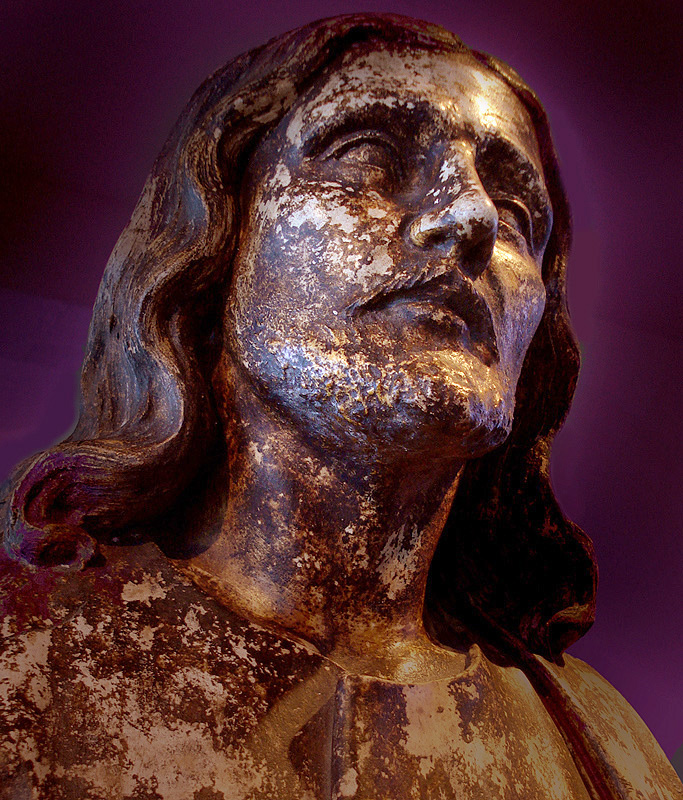
Detalhe de estátua-matriz de Jesus
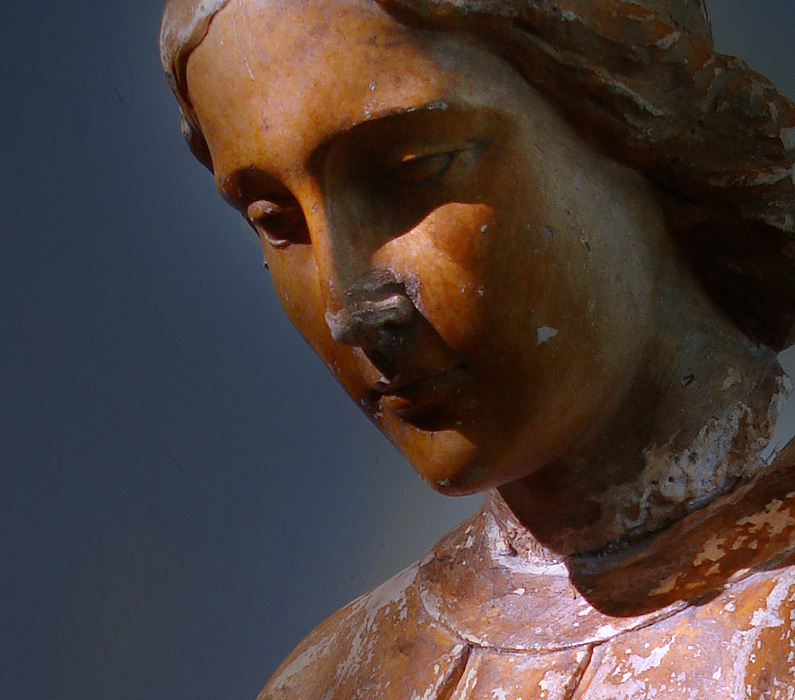
Detalhe de estátua-matriz de anjo da guarda